# Судно на воздушной подушке

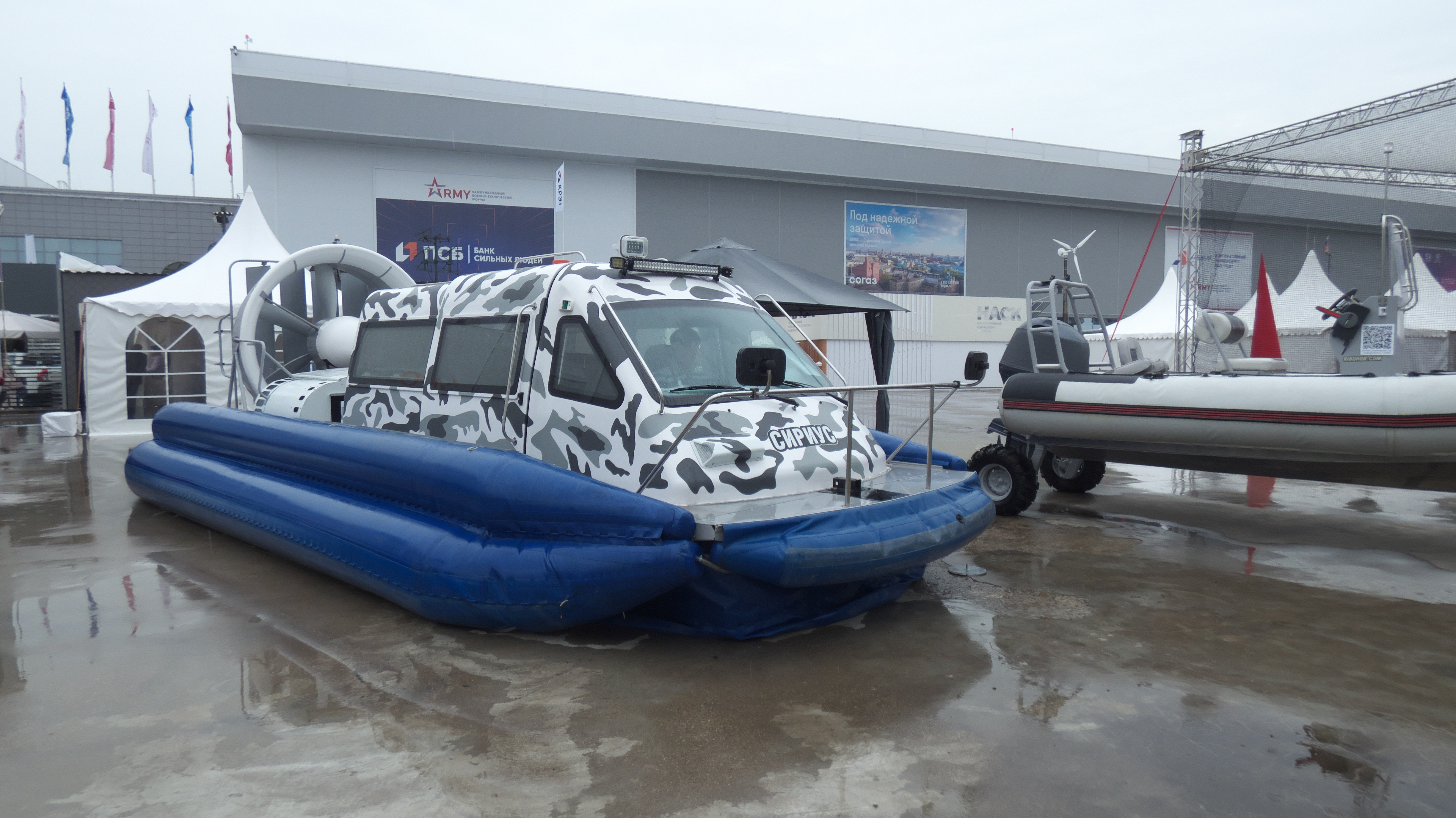
«Сириус»

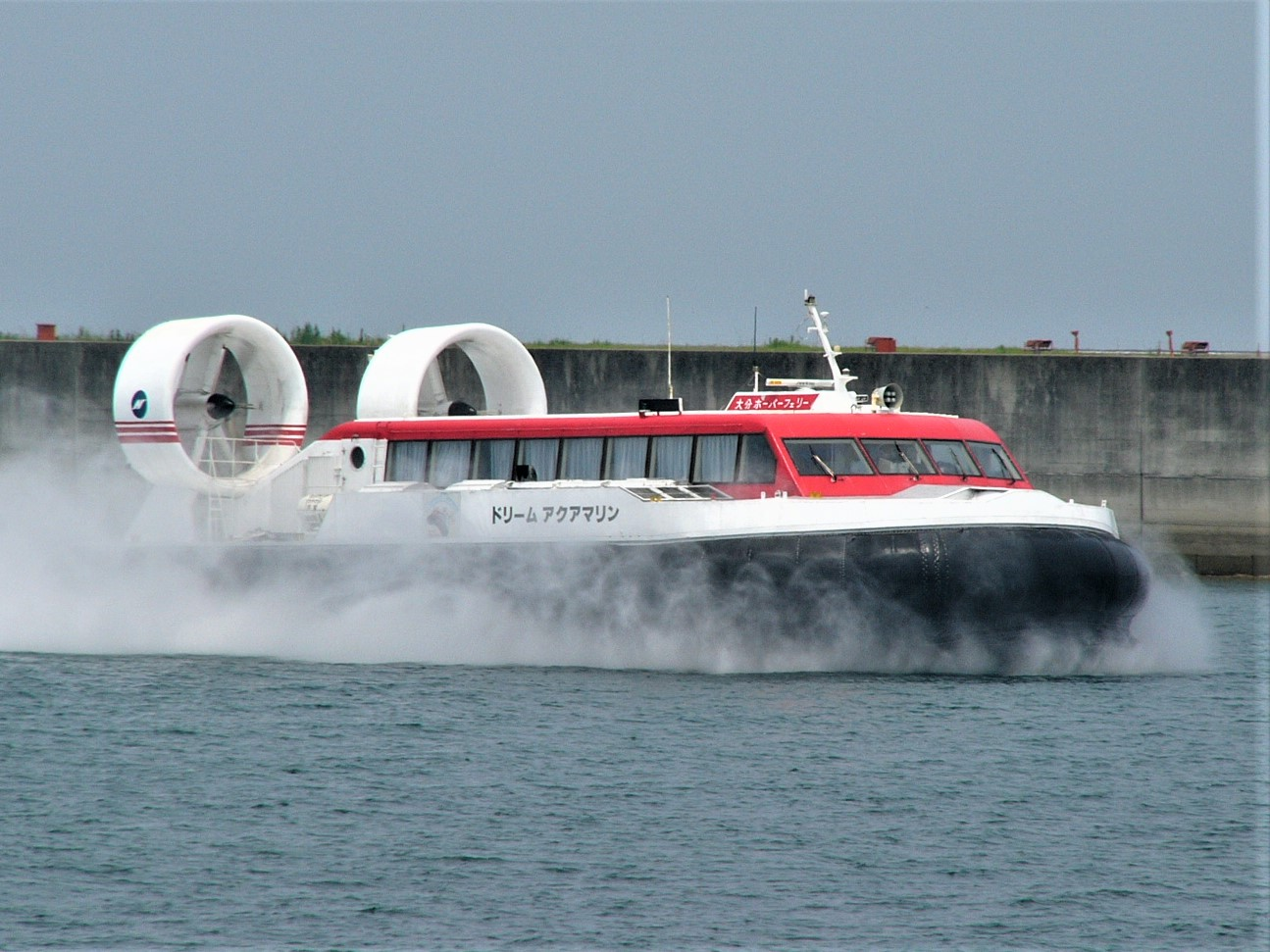
Hovercraft-MVPP10

Судно на воздушной подушке (СВП, ховеркрафт; англ. hovercraft) — судно, у которого вся масса или значительная её часть на ходу или без хода поддерживается над водой (грунтом, льдом и или любой иной опорной поверхностью) силами избыточного давления воздуха, постоянно нагнетаемого под днище в полость, называемую воздушной подушкой.
Применяемый динамический принцип поддержания позволяет судну двигаться с большой скоростью и над водой, и над твёрдой поверхностью (амфибийные СВП) на небольшом расстоянии над ней.

## Принцип действия
Воздушная подушка — это слой сжатого воздуха под днищем судна, приподнимающий его над поверхностью воды или земли. Отсутствие трения о поверхность позволяет снизить сопротивление движению. От высоты подъёма зависит способность такого судна форсировать различные препятствия на суше или волны на воде, проходя над ними.

Схема работы судна с воздушной подушкой: 1 — маршевые винты; 2 — поток воздуха; 3 — вентилятор; 4 — гибкая перепонка

По способу создания различают статическую (создаваемую вентилятором) и динамическую (создаваемую за счёт повышения давления при движении аппарата вблизи опорной поверхности) воздушные подушки.
По схеме образования различают следующие виды воздушной подушки:
- камерная;
- скеговая;
- сопловая;
- щелевая;
- крыльевая (динамическая).

Наиболее простой способ образования воздушной подушки — камерный: воздух, нагнетаемый вентилятором под куполообразное днище, свободно вытекает по его периметру, и чем больше подача воздуха, тем выше поднимается судно. Такой способ сопряжён с высокими затратами энергии, поэтому при большой высоте подъёма он не экономичен.
Для уменьшения расхода воздуха у судов, предназначенных для движения только над водной поверхностью, подушку по бортам ограждают погруженными в воду жёсткими стенками или узкими корпусами — скегами. Такие суда называют судами скегового типа.
Более экономичен при большой высоте подъёма сопловой способ образования воздушной подушки, когда нагнетаемый вентилятором воздух подаётся под днище через наклонённые внутрь сопла, расположенные по его краям. Струи вытекающего из сопел воздуха изгибаются так, что центробежные силы, действующие на движущиеся по криволинейным траекториям частицы воздуха, уравновешиваются повышенным давлением в воздушной подушке, и воздушная подушка как бы «запирается» этими струями. Для увеличения высоты подъёма и уменьшения энергозатрат на образование воздушной подушки по её периметру дополнительно устанавливаются гибкие ограждения.
Камерная схема применена на опытном пассажирском речном судне «Нева», построенном в 1962 году в Ленинграде. А горьковские судостроители построили судно скегового типа «Горьковчанин» для перевозки пассажиров по мелководным рекам. Экспериментальный катер «Радуга» и опытное пассажирское судно «Сормович» водоизмещением 32 тонны использовало сопловую схему образования воздушной подушки.

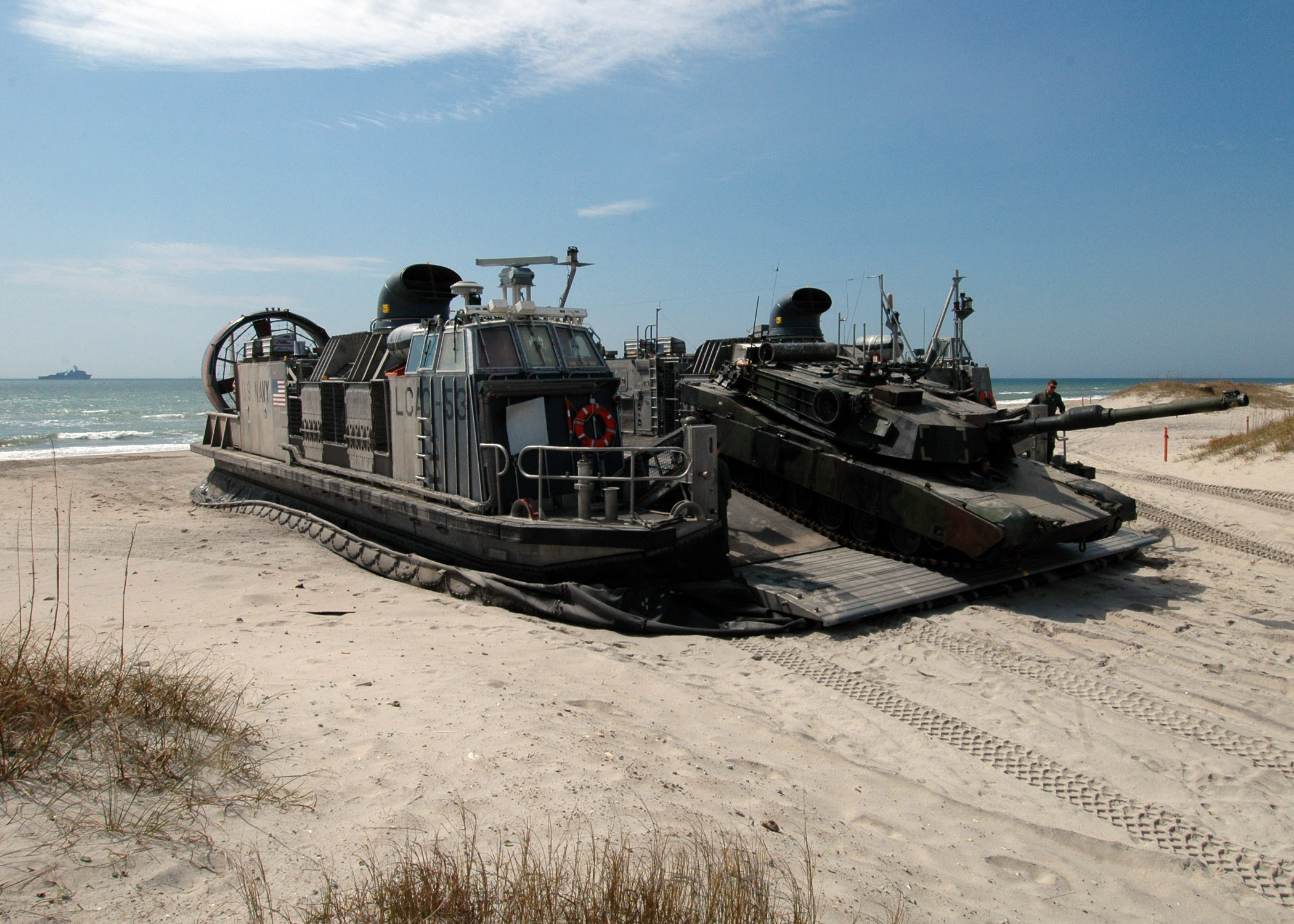
Танк Абрамс сходит с СВП LCAC 53

Кроме лёгких экспериментальных судов создаются более крупные суда на воздушной подушке. Увеличение их размеров выгодно потому, что с ростом площади воздушной подушки уменьшаются удельные затраты мощности на её образование, улучшается мореходность судов.

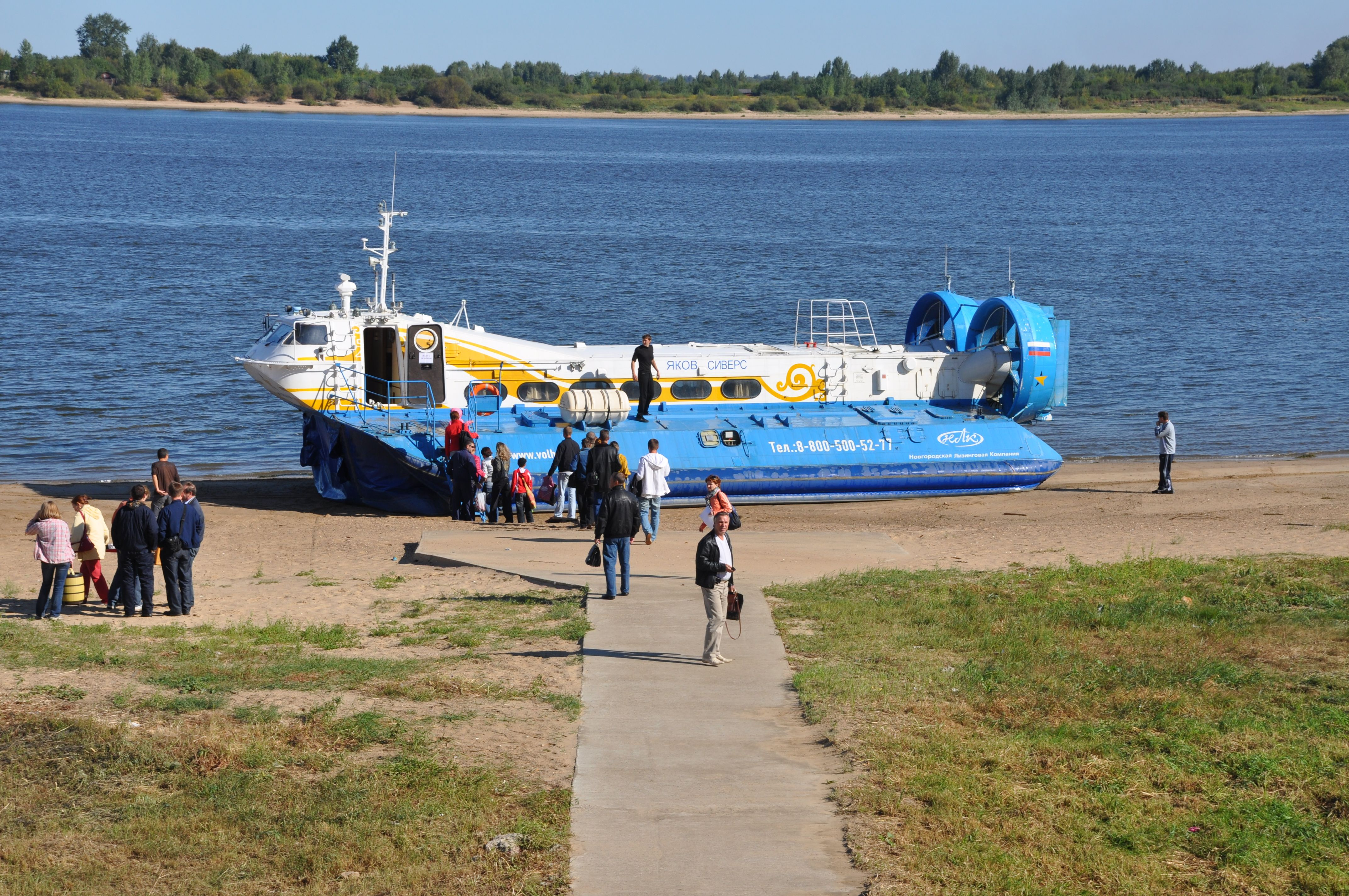
СВП А48 с пассажирами

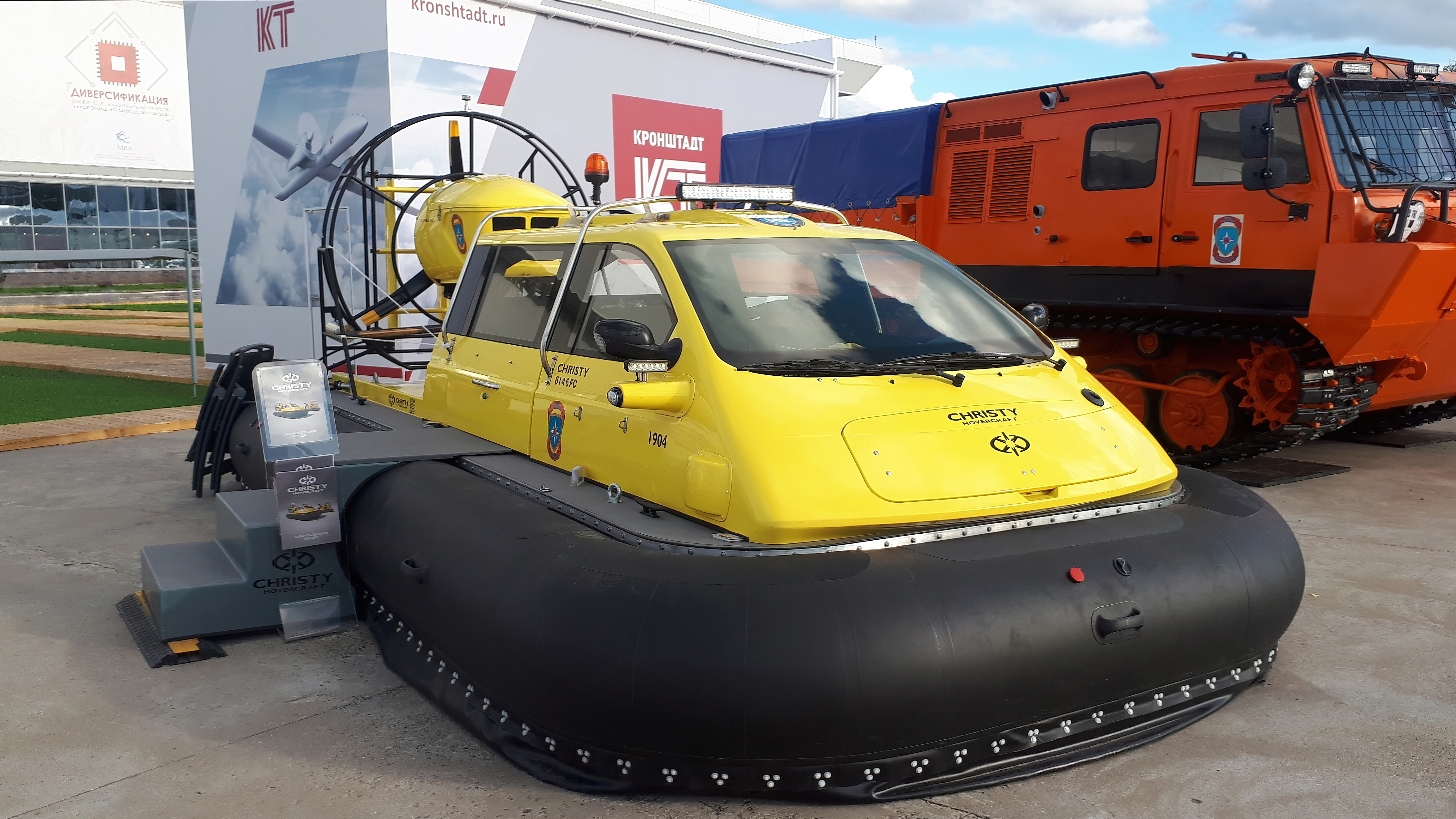
Судно на воздушной подушке «Christy 6146 FC»

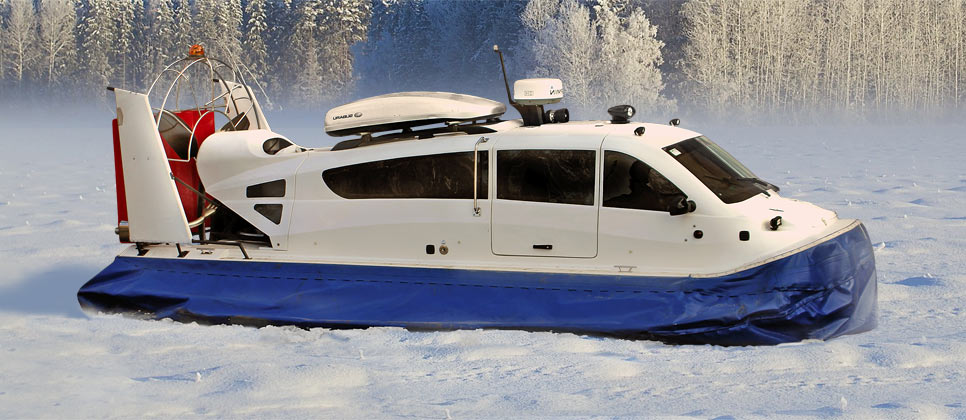
Современное СВП «Кайман-10». Благодаря простой и эффективной конструкции стоимость эксплуатации данного судна сравнима с обычным катером.

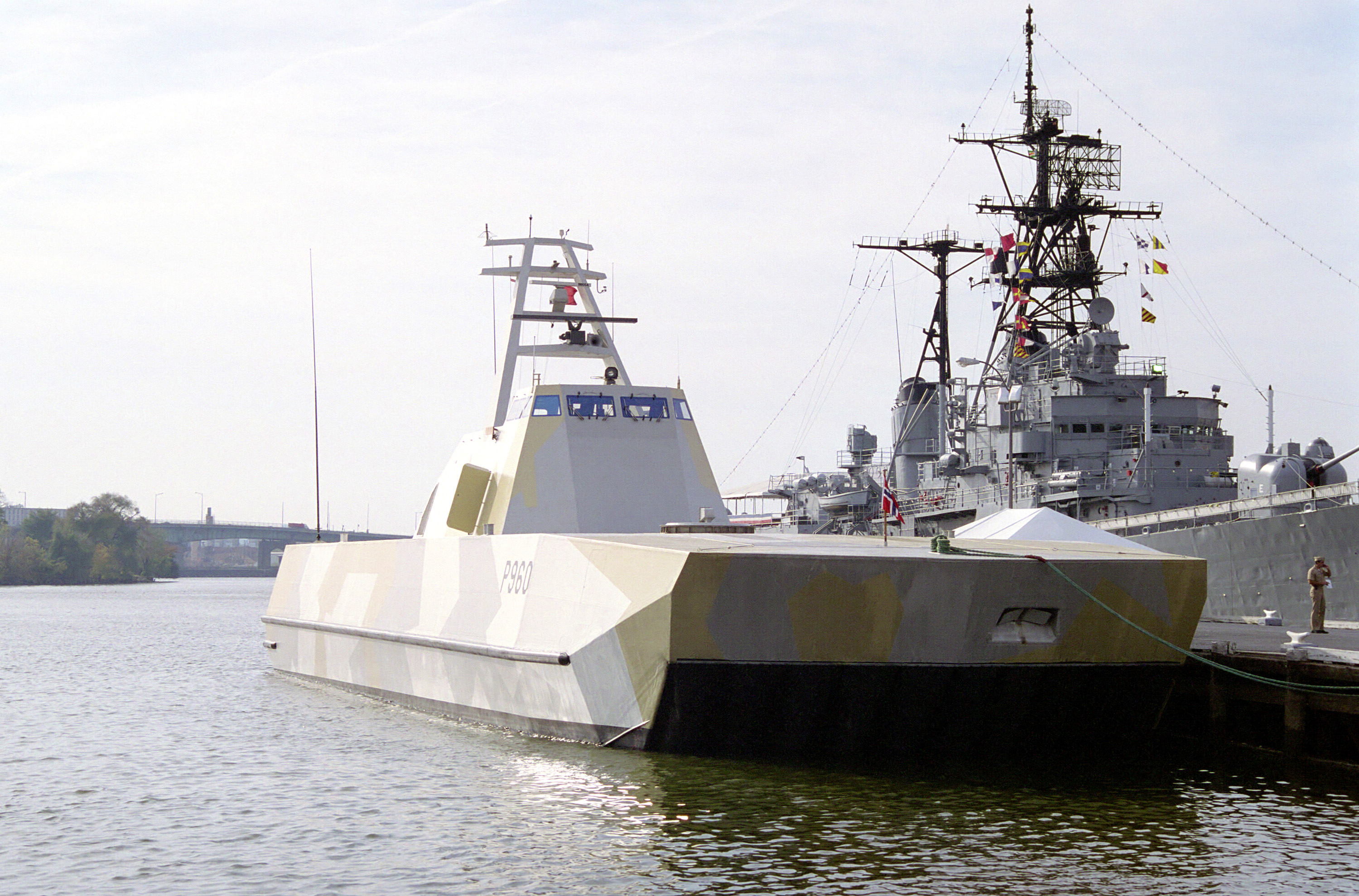
Катер на воздушной подушке скегового типа «Скьёльд» (P-690)

## Преимущества и недостатки
Преимущества
- Основными преимуществами судов на воздушной подушке является скорость, при возможности ходить по мелководью и выходить на необорудованный берег;
- Навигационный период данного вида флота полностью неограничен и не зависит от сезонного состояния акватории — СВП могут ходить круглый год, в том числе в период ледостава и ледохода. Суда на воздушной подушке — единственный транспорт, который может использоваться во время ледохода и ледостава.
- В зависимости от размера суда могут преодолевать уступы от 0,4 до 1,0 метра, форсировать короткие подъёмы с уклоном до 40 градусов и затяжные до 15 градусов.
- Суда на воздушной подушке двигаются в воздушной среде и лишь частично контактируют с водной или твёрдой поверхностью, — отсюда относительно высокая топливная эффективность и способность эффективно работать на горных реках с быстрым течением, болотах, в ледостав и на ровной суше.

Недостатки
- Главный недостаток судов на воздушной подушке — это относительно высокая цена и стоимость эксплуатации. Это связано c достаточно сложной конструкцией и требованием соблюдать весовую культуру как в авиации. Помимо расходов на топливо, перед владельцем встаёт вопрос обслуживания гибкого ограждения воздушной подушки (т. наз. «юбки»), которое со временем истирается или рвётся о торосы и иные препятствия.
- Второй недостаток воздушных подушек связан с необходимостью отталкиваться от воздуха. При движении против ветра — в отличие от водоизмещающих судов и судов на подводных крыльях — скорость хода судна уменьшается на величину скорости ветра. Предельный ветер для эксплуатации судов на воздушной подушке — 12—15 м/c.
- Следствием использования воздушных винтов является высокая шумность, хотя и меньшая, чем у аэроботов и аэроглиссеров, которые двигаются в водоизмещающем режиме и вынуждены использовать большую мощность и диаметр винтов.

## История
По некоторым данным, идею судна на воздушной подушке первым выдвинул в 1716 году шведский философ Эммануил Сведенборг, однако нагнетать воздух он предлагал вручную с помощью специального механизма. В 1853 году коллежский асессор Иванов подал на имя главноуправляющего путями сообщений графа П. А. Клейнмихеля рапорт о придуманном им судне, которое нагнетанием воздуха под его дно может плыть со значительной быстротой — «трёхкильном духоплаве». Рассмотрев проект, Департамент проектов и смет отказал изобретателю. В 1875 году идею использования «воздушной смазки» для судов высказал английский изобретатель Уильям Фруд, в 1877 году большое число форм корпусов с выступами и впадинами на днище для создания под ним воздушного пузыря предложил его соотечественник Джон Торникрофт. В 1882 году швед Густав Лаваль запатентовал устройство для подачи сжатого воздуха под судно. Впервые нечто похожее на современные СВП со стенками бортов изобрел мистер Кутбертсон в 1897 году, получивший патент на новое судно.
Осенью 1915 года был спущен на воду катер на воздушной подушке австрийского инженера Дагоберта Мюллера фон Томамюля. В том же году француз Шарль Терик сконструировал вагоны без колёс, передвигавшиеся на воздушной смазке (скользуны).
Принцип движения на воздушной подушке разрабатывал Константин Циолковский. В своей статье «Трение и сопротивление воздуха» в 1926 году он писал:

Скорый поезд. Идея предмета.
Трение поезда почти уничтожается избытком давления воздуха, находящегося между полом вагона и плотно прилегающим к нему железнодорожным полотном. Необходима работа для накачивания воздуха, который непрерывно утекает по краям щели между вагоном и путём. Она не велика, между тем как подъёмная сила поезда может быть громадна. Так, если сверхдавление в одну десятую атмосферы, то на каждый квадратный метр основания вагона придётся подъёмная сила в одну тонну. Это в пять раз больше, чем нужно для лёгких пассажирских вагонов.
Не нужно, конечно, колёс и смазки. Тяга поддерживается задним давлением, вырывающегося из отверстия вагона воздуха.
— К. Э. Циолковский «Трение и сопротивление воздуха», Стр. 55—56
Первые в мире опытные катера на воздушной подушке скегового типа были построены в 1934—1939 годах советским конструктором Владимиром Левковым. Целью работ Левкова были предельно быстрые катера для военного применения. Было создано полтора десятка разнотипных судов весом от 1,5 до 15 тонн. Все они были уничтожены во время Великой Отечественной войны. Левков также экспериментировал с действующими моделями СВП камерного типа, однако эти работы развития не получили.
Британский изобретатель Кристофер Кокерелл патентную заявку на схему судна на воздушной подушке принципиально новой конструкции, названную им «hovercraft» («парящий аппарат»), подал 12 декабря 1955 года. Первый прототип построенного им судна на воздушной подушке, SR-N1, был построен весной 1959 года и всего несколько недель спустя за 20 минут пересёк Ла-Манш. На этой конструкции основаны все коммерческие и военные суда на воздушной подушке в мире.
К началу XXI века было построено множество экспериментальных судов на воздушной подушке водоизмещением более 150 тонн, которые уже совершали пассажирские и грузовые рейсы.
Одно из первых судов на воздушной подушке с повышенной мореходностью, предназначенных для перевозки пассажиров и грузов через пролив Ла-Манш при волнах высотой до 3 м, — английское судно SR.N4, построенное в 1967 г. Оно имеет сопловую схему образования подушки с гибким ограждением высотой 2,1 м. Водоизмещение судна — 167 т, на нём размещается 670 пассажиров (или 174 пассажира и 30 автомобилей). Четыре газовые турбины мощностью по 3130 кВт приводят во вращение 4 вентилятора и 4 винта изменяемого шага. Максимальная скорость над водой — 120 км/ч. Давление создаёт не вентилятор, а турбина. Третья модификация этого судна вместимостью 418 пассажиров и 60 автомобилей была использована для перевозок на острове Уайт.

## Пассажирские перевозки
Компания «Hovertravel» использует суда на воздушной подушке для пассажирских перевозок на маршруте Саутси, Портсмут — Райд, Остров Уайт в Англии.
В России маршрутные суда на воздушной подушке используются для перевоза через широкие замерзшие реки, в частности через Волгу в Нижнем Новгороде, Москву-реку между г. Лыткарино и д. Андреевское (Логопром) (2013—2014 г.), реку Амур между российским Благовещенском и китайским Хэйхэ, в Казани, Самаре.